# ادواردو آنیلی
ادواردو آنیِلی (ایتالیایی: Edoardo Agnelli; ۹ ژوئن ۱۹۵۴ – ۱۵ نوامبر ۲۰۰۰) فرزند جیانی آنیلی، سرمایه‌دار و میلیاردر ایتالیایی و مالک سابق مجموعه فیات، و مارلا کاراچولو بود. او زمانی که در نیویورک زندگی می‌کرد به اسلام گروید. ادواردو در ۱۵ نوامبر سال ۲۰۰۰ درگذشت.

## زندگی
ادواردو آنیلی در ۹ ژوئن ۱۹۵۴ در نیویورک به دنیا آمد. او تحصیلات متوسطه را در دبیرستان ماسیمو دآتزلیو در شهر تورین گذراند و پس از آن به کالج آتلانتیک در بریتانیا رفت. سپس برای اخذ مدرک دانشگاهی در رشته ادبیات مدرن به دانشگاه پرینستون رفت.
پدرش جیانی آنیلی که ادواردو را وارث احتمالی میراث خاندان آنیلی می‌دید، او را برای ادامه تحصیل در رشته‌های صنعتی تشویق می‌نمود، با این حال علاقه او بیشتر معطوف به مطالعات فلسفی و عرفانی بود. به گونه‌ای که در سن ۲۲ سالگی در یک گفتگو با مارگریتا هک، اختر فیزیک‌شناس ایتالیایی، به دفاع از طالع‌بینی پرداخت. او بعد از دانشگاه به هند سفر کرد تا در زمینه‌های مورد علاقه اش، یعنی عرفان و ادیان شرقی بیشتر تحقیق کند و در آنجا با ساتیا سای بابا ملاقات کرد. پس از آن به ایران رفت و در آنجا با سید روح‌الله خمینی آشنا شد.
او گهگاه در مصاحبه‌هایش علیه سیاست‌های کاپیتالیستی یا کارخانه فیات حرف می‌زد و در مقابل از طبقات ضعیف جامعه حمایت می‌کرد و حتی عدم تمایل خود را برای به ارث بردن مجموعه فیات بیان می‌داشت و در عوض علاقه خود را در ادامه مطالعاتش در زمینه ادیان و خداشناسی اعلام کرده بود.
وی یکبار در سال ۱۹۹۰ بابت حمل هروئین بازداشت شد، اما بعدتر ضمن تبرئه از اتهامات آزاد گشت.

## گرایش به اسلام
آنیلی در مرکز اسلامی نیویورک به اسلام تسنن گروید و نامش به هشام عزیز تغییر یافت. وی سپس با علی خامنه‌ای در ایران ملاقات می‌کند و گفته می‌شود که به تشیع روی می‌آورد. به گفته محمدحسن قدیری ابیانه، او به فخرالدین حجازی اظهار می‌دارد که با نام «مهدی» به اسلام و تشیع گرویده.

وی می‌گوید:
 در نیویورک که بودم یک روز در کتابخانه قدم می‌زدم و کتابها را نگاه می‌کردم چشمم افتاد به قرآن. کنجکاو شدم که ببینم در قرآن چه چیزی آمده‌است. آن را برداشتم و شروع کردم به ورق زدن و آیاتش را به انگلیسی خواندم، احساس کردم که این کلمات، کلمات نورانی است و نمی‌تواند گفته بشر باشد. خیلی تحت تأثیر قرار گرفتم، آن را امانت گرفتم و بیشتر مطالعه کردم و احساس کردم که آن را می‌فهمم و قبول دارم.
مصطفی غفاری ساروی در کتاب هدیه مسیح، چاپ شده از سوی مرکز اسناد انقلاب اسلامی نخستین آشنایی‌اش با «تشیع» را از طریق مصاحبه محمدحسن قدیری ابیانه با تلویزیون ایتالیا معرفی می‌کند، او می‌گوید آنیلی پس از آن برای دیدار با وی به سفارت مراجعه می‌کند و «پیوند دوستی» بین آن‌ها ایجاد می‌شود.

### ایران
به گفته قدیری ابیانه، وی در سفرش به ایران با خمینی و سیدعلی خامنه‌ای و اکبر هاشمی رفسنجانی دیدار کرده و به زیارت علی بن الموسی الرضا امام هشتم شیعیان رفت.

## خانواده آنیلی
پدرش جیانی آنیلی سرمایه‌دار و کارآفرین ایتالیایی، میراث دار خاندان مشهور آنیلی، مالک گروه سرمایه‌گذاری اکسور و مالک کارخانجات اتومبیل سازی فیات، فراری، مازراتی، آلفا رومئو، لانچیا، آبارت، اویکو به همراه چندین کارخانه تولید قطعات صنعتی، چند بانک خصوصی، شرکتهای طراحی مد و لباس، روزنامه‌های لاستامپا و کوریره دلاسرا، باشگاه اتومبیل‌رانی فراری و باشگاه فوتبال یوونتوس بود. افزون بر این‌ها چندین شرکت ساختمان‌سازی، راه‌سازی، تولید لوازم پزشکی و بالگردسازی هم وجود دارد که خانواده آنیلی جزء سهام‌داران اصلی آن‌ها هستند.
مادر ادواردو، مارلا کاراچولو دی کاستانیتو نیز یکی از نوادگان خاندان اصیل کاراچولو و خواهر کارلو کاراچولو مؤسس و صاحب امتیاز گروه رسانه ای اسپرسو، غول رسانه ای ایتالیا بود. جیانی آنیلی از ازدواج با مارلا صاحب یک دختر به نام مارگریتا نیز شده بود. مارگریتا در اولین ازدواج خود با آلن الکان، از نوادگان خاندان مشهور و سرمایه‌دار یهودی الکان، رمان‌نویس و فعال رسانه‌ای، پسر ژان-پل الکان، بانکدار، سرمایه‌دار و مدیر سابق شرکت تولید کالاهای لوکس کریستین دیور اس. آ. و همچنین رئیس انجمن مرکزی اسرائیلیان فرانسه وصلت کرد و حاصل این پیوند دو پسر به نام‌های جان الکان و لاپو الکان و یک دختر به نام جینورا الکان بود.
علیرغم اینکه طبیعتاً ادواردو به عنوان تنها پسر جیانی آنیلی، وارث ثروت خانواده آنیلی به حساب می‌آمد، اما پدرش، جیووانی آلبرتو آنیلی (پسر عموی ادواردو) را به عنوان میراث دار مجموعه فیات اعلام کرد و تنها بخشی که به ادواردو سپرده بود مدیریت باشگاه یوونتوس در یک بازه زمانی کوتاه در سال ۱۹۸۶ بود؛ ولی با مرگ جیووانی آلبرتو در سال ۱۹۹۷ میلادی باز ناگزیر این ادواردو بود که به عنوان صاحب این ارثیه معرفی می‌شد.
پس از مرگ ادواردو، پدرش جیانی آنیلی، نوه خود جان الکان را به عنوان وارث انتخابی خود برگزید و کنترل مجموعه فیات را به او سپرد.

## مرگ
در ۱۵ نوامبر سال ۲۰۰۰ جسد ادواردو در بزرگراه تورینو - ساوونا زیر پل راه‌آهن «ژنرال فرانکو رومانو» شهر فوسانو پیدا شد. این پل به «پل خودکشی» معروف بوده‌است. مطابق گزارش دکتر کالبدشکافی، علت مرگ وی «جراحات مرگبار ناشی از سقوط از ارتفاع ۸۰ متری» عنوان شد. گزارش همچنین عنوان می‌کند که وی مدت کمی پس از این که سقوط کرده و بدنش به زمین‌خورده همچنان زنده بوده. صورت، سر و سینه او آسیب دیده بود و همچنین کالبدشکافی‌اش آسیب‌هایی داخلی را نیز نشان می‌داد و چنان می‌نمود که تئوری خودکشی وی ثابت می‌شود. هیچ چیز غیرعادی‌ای در صحنه مرگ او پیدا نشد و پلیس در خودروی او جز تلفن، سیگار، عصا، دفترچه آدرس و بطری آب چیز دیگری پیدا نکرده بود. روند سریع تشییع‌جنازه او و همین‌طور گرویدنش به اسلام سبب پیداش شایعاتی در مورد مرگ او شد. سرانجام ریکاردو باوسونه، دادستان عمومی که روی پرونده ادواردو کار می‌کرد، پرونده مرگ را بست و نتیجه گرفت که مرگ آنیلی یک پرونده خودکشی است.
وزپه پوپو روزنامه‌نگار و نویسنده ایتالیایی، با استفاده از مصاحبه‌ها و شهادت‌های منتشر نشده کتابی در مورد مرگ آنیلی منتشر کرد. پوپو برخی از نکات را نامانوس و عجیب می‌داند: عدم وجود محافظان ادواردو آنیلی، فاصله دو ساعت بین خروج از منزل و رسیدن به مسیر آبراهه فوسانو، دوربین‌های ادواردو آنیلی که تصاویرشان هرگز منتشر نشد، ترافیک تلفنی در دو تلفن؛ عدم حضور شاهدان در جاده‌ای که حداقل هشت ماشین در دقیقه ترافیک دارد، کمبود اثر انگشت روی خودرو؛ دفن شتاب‌زده و کالبد شکافی ناکافی را نشانی بر اثبات ادعای خود قلمداد کرد.
آنیلی در کنار عموزاده خود در گورستان خانوادگی‌شان دفن شد.